# Rhythmisierungsfähigkeit
Rhythmisierungsfähigkeit ist die sportmotorische Fähigkeit, sich einem äußeren oder inneren Rhythmus und seine eigenen Bewegungen entsprechend diesem Rhythmus zu steuern. Während im Alltagsgebrauch damit etwa die Anpassung der eigenen Bewegung etwa an Musik (z. B. beim Tanzen) gemeint ist, bezeichnet die Sportmotorik mit diesem Begriff speziell die Reproduktion eines äußeren Rhythmus und die Übertragung eines verinnerlichten Rhythmus auf die eigenen Bewegungen. Im Sport kommt dieser Fähigkeit Bedeutung zu, wenn es darum geht, eine Leistung zu erbringen, für die rhythmisierte Bewegungen nötig sind. Beispiele für die Orientierung an einem von außen vorgegebenen Rhythmus sind dabei einmal Sportarten, bei denen Musik oder Geräusche zum Einsatz kommen, wie Tanzsport, Eiskunstlauf, Rhythmische Sportgymnastik, Cheerleading oder Mannschaftsrudern, oder Sportarten, bei denen eingesetzte Geräte den Rhythmus vorgeben, beispielsweise der Hürdenlauf. 
Eine Umsetzung eines verinnerlichten Rhythmus ist etwa bei Sportarten nötig, bei denen ein rhythmisierter Ablauf für ein genaues Erreichen eines Ziel- oder Startpunktes nötig ist, etwa beim Anlauf zum Weit- oder Hochsprung.